# Subaru R2
Der Subaru R2 wurde in Japan am 8. Dezember 2003 eingeführt. Das Fahrzeug war inspiriert durch den Subaru R-2, dem Kei-Car-Modell, das zwischen 1969 und 1972 produziert wurde und erhielt in Anspielung an diesen seinen Namen. Da der indirekte Vorgänger Subaru Pleo I im Design zu konservativ war, wurde die Karosserieform etwas abgerundet, während die Außenabmessungen weitgehend denen des weiterhin angebotenen Pleo entsprachen.
Das Design des R2 spiegelt auch den Einfluss von Andreas Zapatinas, der vorher bei Alfa Romeo tätig war. Der R2 hatte einen neuen von der Luftfahrt inspirierten „ausgebreiteten-Flügel-Kühlergrill“, der nun zur neuen Designlinie wurde und beispielsweise auch beim Subaru Tribeca und den folgenden Modellen zum Einsatz kam.
Den Vierzylindermotor mit 658 cm³ Hubraum gab es in drei Varianten:
- SOHC (44 kW)
- DOHC AVCS variable Ventilsteuerung (40 kW)
- DOHC mit Turbolader und Ladeluftkühler (R2 STi) (47 kW)

Anders als bei Subaru üblich mit Boxermotor, hatte der R2 einen Reihenmotor. Für die kleineren Versionen gab es wahlweise Schaltgetriebe oder ein CVT-Getriebe. Der Kompressormotor wurde mit einer Sportshift-Version des CVT-Getriebes („7-Gang ICVT“) gekoppelt.
Optional war statt Frontantrieb auch Allradantrieb erhältlich. Der R2 war in elf Farben und drei Ausstattungsvarianten (einer für jede Motorvariante) verfügbar.
Im Jahr 2006 bekam der R2 ein Facelift, das sich am neuen Subaru Legacy Frontstyling orientierte.
2005 ergänzte der Subaru R1 auf Basis des R2 das Angebot.
Der R2 wurde im März 2010 eingestellt.